# GEGL
Cet article concerne la bibliothèque de traitement d'images de GIMP. Pour le logo Genetically Engineered Goat, Large, voir GNOME.
GEGL (GEneric Graphical Library, bibliothèque graphique générique en anglais) est une bibliothèque logicielle libre pour les applications de traitement d'image. Elle est développée principalement pour apporter un support couleur haute résolution (par exemple, le support d'image avec plus de 8 bits par canal) à GIMP, mais peut aussi être utilisée par d'autres applications.
GEGL utilise des arbres d'opérations (appelée opérateurs) sur les images, liées entre elles, gérés par un modèle à la demande où les opérations sont réalisées uniquement quand cela est requis. Ceci autorise des fonctionnalités comme des prévisualisations très rapides pendant l'édition, et de réaliser les mêmes opérations avec la pleine résolution sur l'image finale en arrière-plan. Les opérateurs peuvent être simples, comme « ajouter » (qui prend deux arguments) ou « multiplier par alpha » (qui prend un argument), ou bien plus complexe, comme une conversion d'espace de couleur.
GEGL procure aussi un moyen générique de gérer l'espace colorimétrique. L'idée est de séparer les opérations fondamentales du programme. GEGL procure un traitement puissant et optimisé (utilisant éventuellement le support SIMD) de données de couleurs arbitraires. Ceci autorise une application à supporter un vaste choix d'espace de couleurs (depuis le RVB 8 bits jusqu'au CMJN en virgule flottante) et ce avec un minimum de code supplémentaire.
Elle est distribuée selon les termes de la licence GNU LGPL.

## Historique
GEGL était à l'origine développée pour GIMP 2.0.
Gnome Scan fut le premier logiciel à se baser sur GEGL le 22 mars 2007.
Depuis le 20 décembre 2007, GIMP 2.5 utilise partiellement GEGL (le portage complet de GIMP vers GEGL est prévu pour la version 2.10 du premier, qui pourrait ainsi notamment offrir l’accélération matérielle via OpenCL, permettant l'exploitation des GPU ainsi que des CPU multi-cœurs pour le traitement du rendu).
GNOME Photos 3.20, sorti le 23 mars 2016, offre un mode d'édition non destructif s'appuyant sur GEGL.